# Rediu (Galați)
Rediu è un comune della Romania di 3 808 abitanti, ubicato nel distretto di Galați, nella regione storica della Moldavia.
Il comune è formato dall'unione di 3 villaggi: Plevna, Rediu, Suhurlui.